# Sumisutō

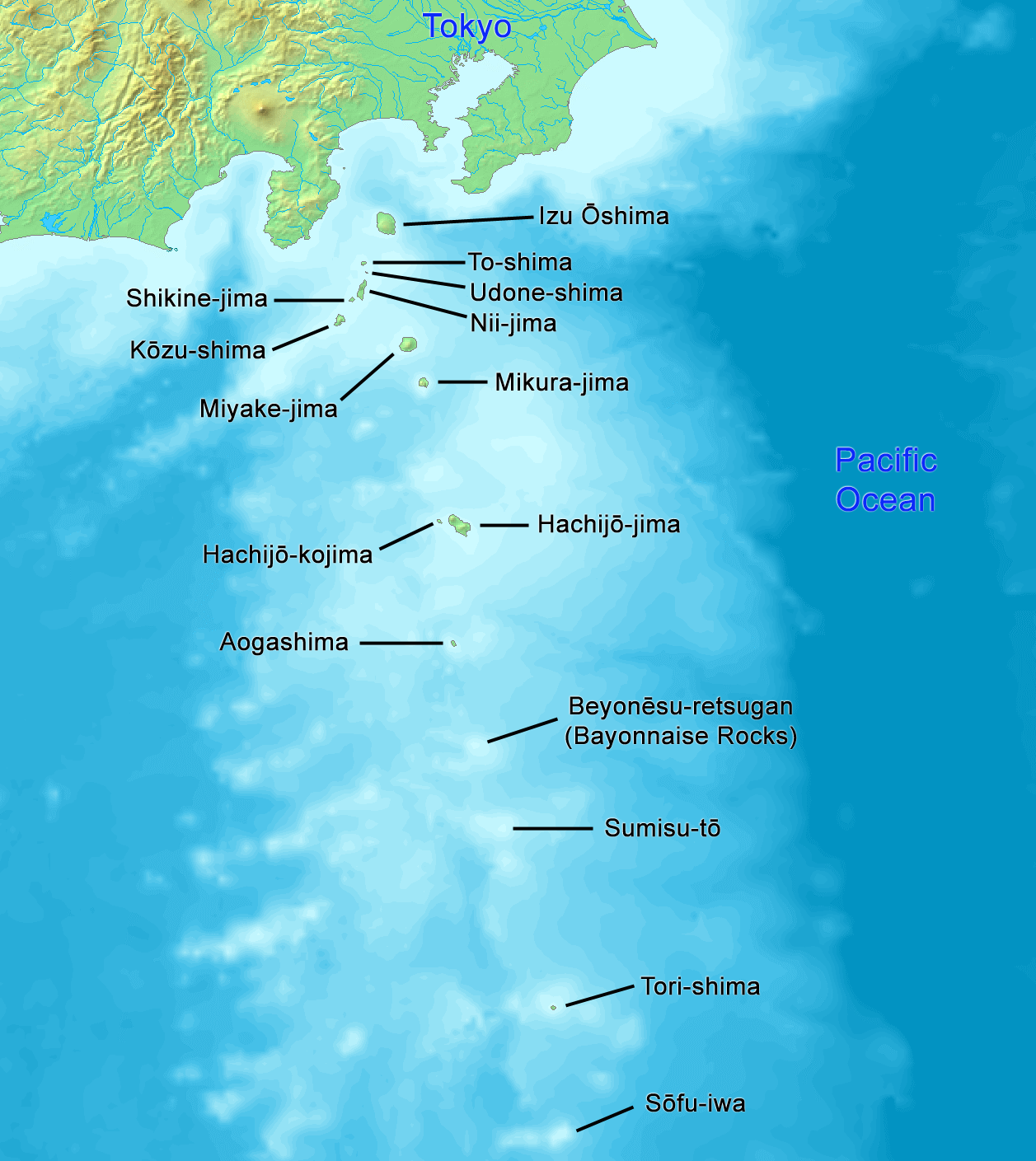
Izuöarna, Sumisu-jima i nedre halvan

Sumisutō (japanska: 須美寿島?, Sumisutō / Sumisujima; engelska: Smith Rocks / Smith Island) är en liten klippö bland Izuöarna i nordvästra Stilla havet som tillhör Japan.

## Geografi
Sumisu-jima ligger cirka 520 kilometer söder om Tokyo och ca 400 km sydöst om huvudön Izu-Ōshima.
Klippön är av vulkaniskt ursprung med en yta på ca 0,02 km². Den högsta höjden är på cirka 136 m ö.h. . Ön ingår i också i Fuji-Hakone-Izu nationalpark.
Förvaltningsmässigt är ön en del i subprefekturen Hachijō-shichō som tillhör Tokyo prefektur på huvudön Honshu. Såväl den lokala förvaltningen på Hachijō-jima som den på Aoga-shima kräver förvaltningsrätten över Sumisu-jima och de övriga obebodda småöarna Beyonesu retsugan (Bayonaiseklipporna), Tori-shima (Toriön) och Sofugan (Lot's Wife).

## Historia
Det är inte dokumenterat när Sumisu-jima upptäcktes. Ön har länge varit en populär angöringsplats för fiskefartyg.
Den 21 juni 1916 hade vulkanen sitt senaste utbrott..